# Naftali Bennett
Pour les articles homonymes, voir Bennett.
Naftali Bennett (en hébreu : נפתלי בנט), né le 25 mars 1972 à Haïfa, est un homme d'affaires et homme d’État israélien d'extrême droite,,,,. Il est Premier ministre d'Israël du 13 juin 2021 au 30 juin 2022.
Après avoir été membre du Likoud de Benyamin Netanyahou, il préside le parti nationaliste et sioniste religieux Le Foyer juif. Il fonde et dirige ensuite les partis nationalistes Nouvelle Droite, Yamina et Bennett 2026. Il est également l'un des fondateurs du mouvement Mon Israël et du Conseil de Yesha, association pro-colons.
Entre 2013 et 2020, il est membre des gouvernements Netanyahou, détenant successivement ou concomitamment les portefeuilles de l'Économie, des Affaires religieuses, de la Diaspora, de l'Éducation et de la Défense.
À la suite des élections législatives de 2021, il provoque le départ de Netanyahou en formant une coalition hétéroclite de huit partis — allant de la gauche à l’extrême droite et incluant une formation islamiste — qui obtient la confiance d'une voix, lui permettant de devenir Premier ministre. Alors qu'il devait rester à la tête du gouvernement jusqu'en 2023, il démissionne après un an : il devient alors Premier ministre alternant tandis que le centriste Yaïr Lapid lui succède comme Premier ministre en titre. Il démissionne après les élections anticipées de 2022.

## Situation personnelle

### Famille et origines
Naftali Bennett naît à Haïfa. Sa famille, d'origine polonaise, allemande et hollandaise, descendante de la dynastie rabbinique des Rappaport, a émigré, de San Francisco, aux États-Unis vers Israël en 1967 : il détient ainsi la nationalité américaine jusqu'à son entrée au Parlement israélien. Bien que ses parents soient modérément pratiquants, il reçoit une éducation religieuse orthodoxe classique.
Il s'engage au sein d'une organisation de jeunesse sioniste religieuse, le Bnei Akiva, qui milite notamment en faveur de l'expansion territoriale d’Israël.

### Vie privée

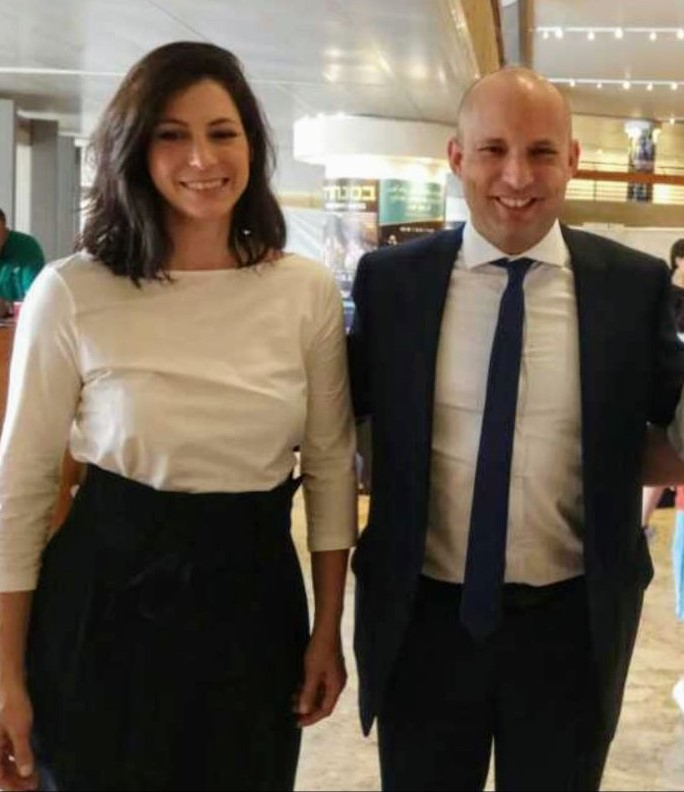
Le couple Bennett en 2017.

Avec son épouse Gilat, Naftali Bennett a quatre enfants. Ils vivent à Ra'anana.

### Parcours militaire
Mobilisé en 1990, Naftali Bennett sert dans la Sayeret Matkal (l’« escouade de l’état-major »), puis dans les commandos Maglan.
Il participe en 1996 avec le grade de commandant à l'offensive israélienne contre le Hezbollah au Liban. Le 18 avril, alors que son unité subit des tirs de mortier, il ordonne de bombarder le village de Cana, qui abrite un bâtiment des Nations unies et de nombreux réfugiés, tuant 102 civils et 4 Casques bleus.

### Carrière professionnelle
Diplômé en droit de l’université hébraïque de Jérusalem, Naftali Bennett fonde avec des associés en 1999 deux start-up de logiciels de « cyberprotection », nommées Cyota et Soluto. Après la vente de ses deux sociétés à des fonds américains en 2009 et 2013 pour une somme estimée à plus de 250 millions de dollars, il entre en politique.

## Parcours politique

### Débuts au Likoud
Nommé chef du bureau de campagne du Likoud au côté de Benjamin Netanyahou entre 2006 et 2008, Naftali Bennett dirige la réforme sur l’éducation. De janvier 2010 à janvier 2012, il est dirigeant du Conseil de Yesha, une organisation de défense des intérêts des colons en territoires occupés.
En 2010, Naftali Bennett et son groupe « Mon Israël » lancent une initiative de correction de Wikipédia, pour y réviser les articles présentant selon eux des points de vue pro-Palestiniens. L'initiative comprend des cours d'éditions de Wikipédia, ainsi qu'un concours du « Meilleur éditeur sioniste », avec un voyage en montgolfière à la clé,,.
En 2012, il quitte le Likoud pour rejoindre le parti Le Foyer juif, parti politique classé à l'extrême droite de l'échiquier politique.

### Premières responsabilités ministérielles

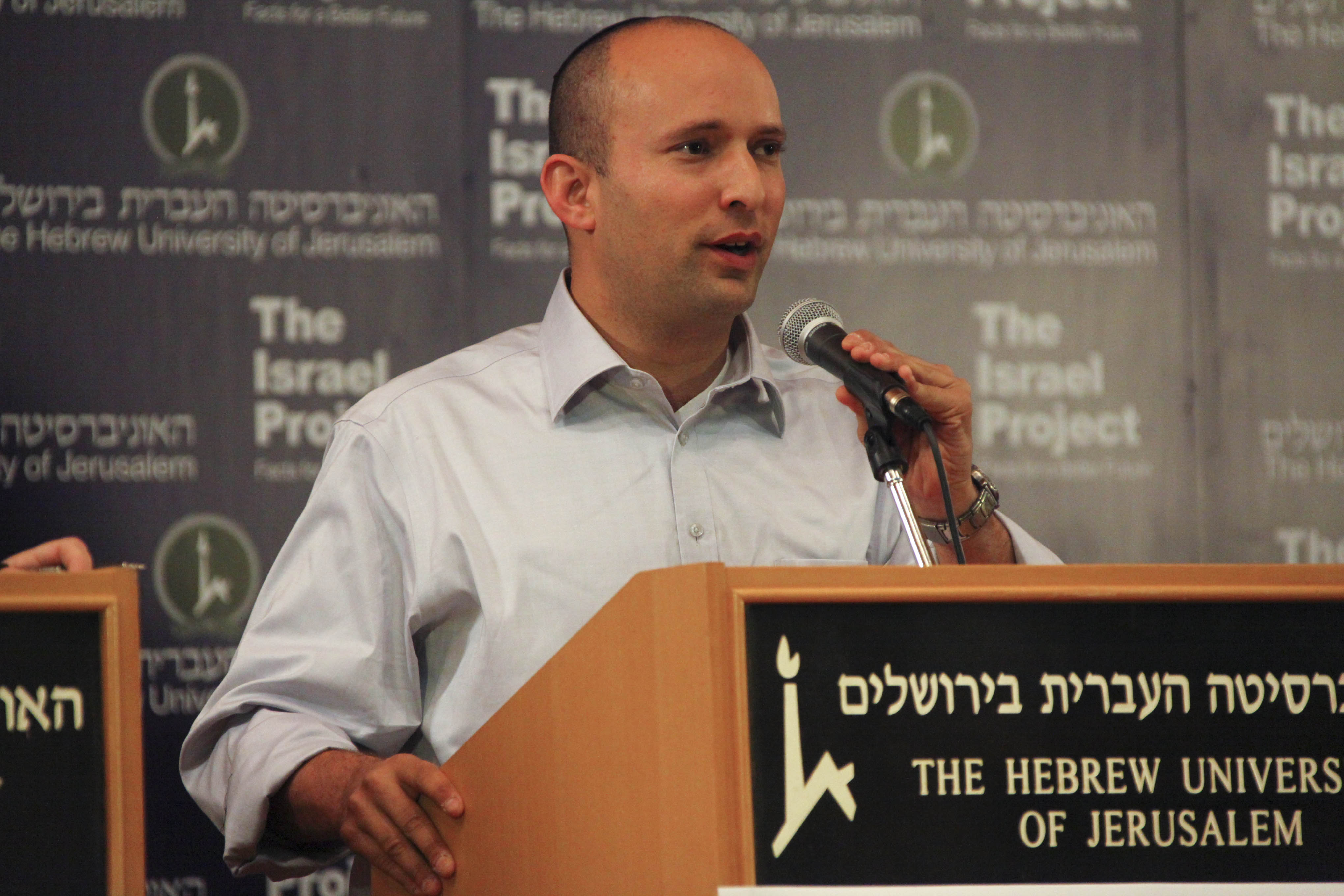
Naftali Bennett en 2013.

Le 6 novembre 2012, il est élu à la tête du parti d'extrême droite Le Foyer juif avec 67 % des voix. Il présente une liste aux élections législatives israéliennes de janvier 2013, avec en tête de liste des membres religieux et non religieux, qui obtient 12 sièges. Il obtient le poste de ministre de l'Économie mais aussi celui des Affaires religieuses dans le gouvernement Netanyahou III. Lors des élections législatives du 17 mars 2015, son parti Le Foyer juif obtient 8 sièges. Le 14 mai 2015, il est nommé ministre de l'Éducation et de la Diaspora dans le gouvernement Netanyahou IV.
À ce poste, il instaure par décret l’interdiction aux établissements scolaires publics d’accueillir les représentants d’une série d’associations israéliennes critiquant les positions du gouvernements vis-à-vis des Palestiniens, visant en particulier l'ONG Breaking the Silence. Il fait interdire dans les manuels scolaires l'usage du terme « Nakba », désignant l'exil forcé de centaines de milliers de Palestiniens lors de la création d'Israël (littéralement « catastrophe » en arabe). Il fait également effacer du programme un roman de Dorit Rabinyan, qui met en scène une histoire d’amour entre une Juive et un Palestinien, le déclarant contraire « aux valeurs du pays ».
En novembre 2018, il exige d'obtenir le portefeuille de la Défense en échange du maintien du parti Le Foyer juif au sein du gouvernement, ce qui est susceptible de provoquer des législatives anticipées. Il renonce finalement à cette exigence. En décembre 2018, en vue des élections législatives de 2019, il quitte Le Foyer juif pour former, avec Ayelet Shaked, le parti de la Nouvelle Droite. Le parti échoue de 0,03 point à atteindre le seuil de 3,25 % pour entrer à la Knesset. Il perd donc son mandat de député. Puis il est limogé par Benyamin Netanyahou le 2 juin 2019 de son poste de ministre de l'Éducation. Il crée ensuite Yamina, une formation issue du sionisme religieux nationaliste, en réunissant plusieurs petits partis de droite radicale.

### Ministre de la Défense

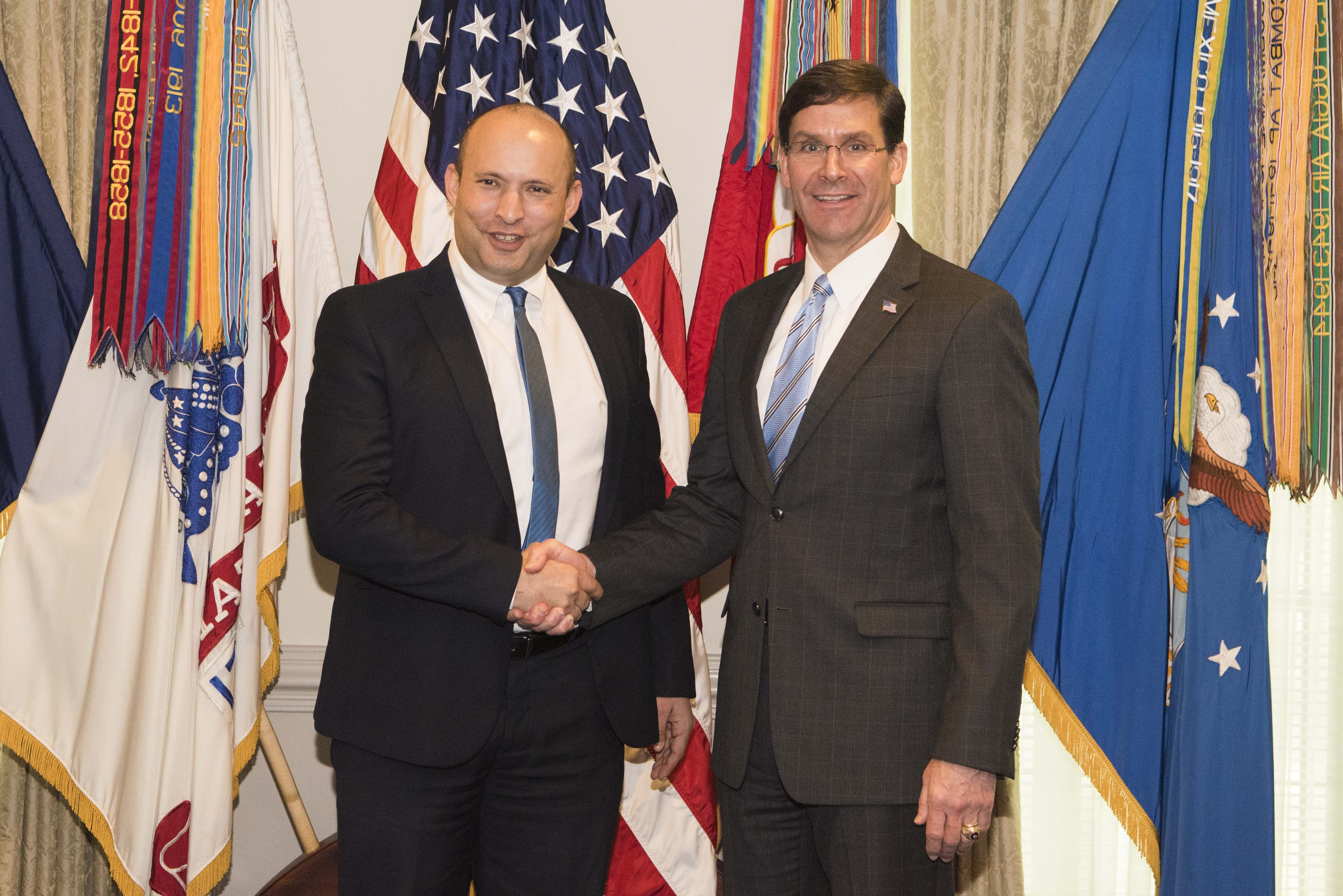
Naftali Bennett avec le secrétaire américain à la Défense, Mark Esper, en février 2020.

Candidat aux élections législatives du 17 septembre 2019 sur la liste de la coalition Yamina, il est élu député pour la 22e législature de la Knesset, où il siège à compter du 3 octobre. Il est nommé ministre de la Défense dans le gouvernement Netanyahou le 12 novembre suivant. Il conserve son poste jusqu'au 17 mai 2020.

### Retour à la Knesset
Il est réélu député en 2020 et 2021 pour les 23e et 24e législatures de la Knesset.

### Premier ministre
Alors que le Likoud arrive en tête du scrutin de 2021, Netanyahou est chargé de former un gouvernement le 6 avril. Il doit cependant retourner son mandat au chef de l'État sur un constat d'échec le 4 mai, puisque après 28 jours de négociations, il n'est effectivement pas parvenu à rallier les soutiens de ses anciens ministres Naftali Bennett et Gideon Sa'ar, dont les suffrages sont indispensables pour bénéficier de l'appui d'une majorité parlementaire.
Les partis de droite soutenant Benyamin Netanyahou recommandent sans succès au président Reuven Rivlin de ne pas désigner de nouveau mandataire et de renvoyer la formation du futur exécutif à la Knesset, ce qui garantirait une nouvelle chance au Premier ministre sortant de se maintenir au pouvoir. Le président de l'État choisit cependant de confier la tâche à Yaïr Lapid.
Bennett annonce le 30 mai 2021 qu'il est disposé à former un gouvernement d'union nationale avec d'autres partis de droite, du centre et de gauche afin d'écarter du pouvoir le Premier ministre, Benyamin Netanyahou, et de lui succéder. En dépit de sa proximité idéologique avec Benjamin Netanyahu, les deux hommes ne s’apprécient guère sur le plan personnel et s’invectivent en période électorale. Selon le journaliste israélien Anshel Pfeffer, auteur d’une biographie sur Benyamin Netanyahou, ce dernier est contraint de partir non à cause de son idéologie mais parce qu’il a menti et intimidé trop d’alliés et de partisans politiques : « le trio de dirigeants de partis de droite qui a organisé sa chute - Naftali Bennett, Gideon Sa'ar et Avigdor Liberman - aurait pu rester des lieutenants loyaux, comme ils l’étaient tous autrefois. Avant qu’il ne les transforme en ennemis acharnés », estime-t-il.
Lapid, président de Yesh Atid reçoit ainsi le soutien de Yamina mais également celui des partis Nouvel Espoir et Israel Beytenou, du Parti travailliste israélien et du Meretz, ainsi que de Bleu et blanc. Pour obtenir la majorité des députés, le gouvernement doit encore avoir le soutien de députés arabes israéliens. Le 3 juin, après un accord avec la Liste arabe unie, Lapid annonce avoir réussi à former une coalition. Il dispose d'une semaine pour former un gouvernement de coalition. Bennett doit être Premier ministre durant les deux premières années, avant que Lapid, qui sera entretemps ministre des Affaires étrangères et Premier ministre alternant, ne lui succède en 2023, jusqu'au terme de la législature en 2025.
Le gouvernement Bennett-Lapid reçoit la confiance de la Knesset, le 13 juin, par seulement 60 voix contre 59. Lors de son discours inaugural, il affirme qu’il fallait « renforcer les colonies sur toute la terre d’Israël », en référence au Grand Israël, censé englober les Territoires palestiniens. Le discours de Bennett est chahuté par les députés Likoud fidèles à Netanyahou pendant quelques minutes.
Le 2 août 2021, le cabinet Bennett enregistre un premier succès en faisant approuver le budget de l'État par le gouvernement, une première depuis 2018. Le budget pour l'année courante (2021) et celui pour 2022 sont adoptés par la Knesset les 4 et 5 novembre 2021, une autre première depuis 2018.
Il annonce en décembre 2021 un plan visant à accélérer la colonisation du plateau du Golan, un territoire syrien occupé depuis 1967 par Israël, en y déployant 23 000 colons juifs supplémentaires.
Durant la guerre russo-ukrainienne de 2022, il s'implique dans un essai de médiation entre l'Ukraine et la Russie. Pour cela, le samedi 5 janvier 2022 il rompt le shabbat — qu'il respecte chaque semaine en tant que juif observant — pour aller rencontrer le président russe Vladimir Poutine à Moscou, puis le chancelier allemand Olaf Scholz, ce dont le président ukrainien Volodymyr Zelensky le remercie. Il s’abstient de condamner l’invasion russe comme l’ont fait les puissances occidentales, en soulignant les liens solides unissant Israël à Moscou et à Kiev. Lors de leurs entretiens, le président russe lui aurait promis de ne pas tenter de faire assassiner Volodymyr Zelensky et aurait renoncé à son objectif de « dénazification », c'est-à-dire le désarmement de l'Ukraine.
À partir de juin 2022, des divergences apparaissent au sein de la coalition. Le 20 juin, il annonce la dissolution prochaine de la Knesset et la convocation d'élections législatives. Celle-ci est effective le 30 juin et Yaïr Lapid lui succède comme Premier ministre en titre le lendemain 1er juillet, Bennett devenant quant à lui Premier ministre alternant. Il démissionne du gouvernement le 8 novembre suivant.

### Dans l'opposition à Netanyahou
Benyamin Netanyahou redevient Premier ministre après les élections anticipées de 2022.
En 2025, Naftali Bennett lance un nouveau parti politique, Bennett 2026, en vue des élections législatives prévues en 2026. Il n'exclut pas de reformer une coalition hétéroclite comme en 2021.
Il se déclare en faveur de la guerre contre l'Iran en 2025.

## Figure de l'extrême droite
Naftani Bennett est le « champion de l'extrême droite » israélienne selon Le Journal du dimanche en 2013. En effet, il est très populaire parmi les 550 000 colons israéliens de Cisjordanie ; allié au parti Likoud de Benyamin Netanyahou dans le but d'enterrer le processus de paix avec les Palestiniens, il profite de l'affaiblissement d'une autre figure majeure de l'extrême droite, Avigdor Liberman (affaiblissement consécutif à l'ouverture d'une enquête pour fraude).
« Naftali Bennett est devenu la voix dominante de l’extrême droite, éclipsant même Avigdor Liberman », selon l'analyse de The Jewish Chronicle en 2015.
Premier ministre d'extrême droite, selon The Guardian (2021), il prône une politique de contrôle absolu des Palestiniens par Israël sans limite dans le temps. Son site officiel expose sa vision de l'avenir : Naftali Bennett s'y déclare favorable à l’annexion par Israël de la majeure partie de la Cisjordanie, territoire palestinien occupé, où pourraient ainsi s'installer en toute sécurité des centaines de milliers de colons juifs, et où Israël pourrait bénéficier de nouvelles ressources en eau. Il est connu pour ses déclarations incendiaires au sujet des Palestiniens qui ont jalonné sa carrière ; ainsi en 2018, année où des manifestations palestiniennes à la frontière de Gaza ont été violemment réprimés, Bennett déclare que les troupes israéliennes « devraient avoir une politique de "tirer pour tuer", y compris une politique de tirer sur les mineurs ».
Naftali Bennett est le « patron d’une petite formation d’extrême droite religieuse » (Yamina), il défend les colonies israéliennes et assume un « racisme décomplexé » selon Le Monde (2021).

## Prises de position
En 2010, lors d'un débat tendu avec un député arabe israélien qui le traite d'« usurpateur », Naftali Bennett répond : « Vous [les Arabes] grimpiez encore aux arbres quand un État juif existait déjà »,,.
Il présente en février 2012 un projet nommé « Initiative pour la stabilité d’Israël » dans lequel il plaide pour l'annexion immédiate de la zone C de la Cisjordanie, soit 63 % de son territoire. En 2018, il se prononce pour l'annexion de la totalité des territoires palestiniens.
Il s'oppose à la solution à deux États et à l'égalité des droits entre juifs et non juifs au sein d’Israël. Il soutient en 2018 l’adoption de la loi sur l'État-nation du peuple juif, établissant une différence légale entre les citoyens israéliens juifs et non juifs.
En juillet 2013, il déclare lors d'une conversation avec le conseiller sur la sécurité nationale : « J'ai tué beaucoup d'Arabes dans ma vie. Et il n'y a aucun problème avec ça ». Une porte-parole du gouvernement précise par la suite que ces propos évoquaient des « situations de combat » auxquelles Naftali Bennett auraient participé.
Dans l’éventualité d'un nouveau conflit avec le Hezbollah, il considère que l’armée israélienne ne doit pas opérer de distinction entre le parti chiite et l’État libanais et frapper « les institutions libanaises, ses infrastructures, son aéroport, ses centrales électriques, ses carrefours routiers, les bases de l'armée libanaise », promettant de « renvoyer le Liban au Moyen-âge ».
Il défend des positions qualifiées d'ultra-libérales sur le plan économique.